# Klikbeet
Klikbeet is een Nederlands televisieprogramma van programmaproductiebedrijf Tin Can. Het programma bestaat uit korte sketches die nieuws, actualiteit en social media op de hak nemen. De 34 afleveringen werden van 2017-2020 uitgezonden op de zender NPO 3. Anno 2024 zijn deze te zien op NPO Start, en losse sketches op YouTube.
De sketches werden bedacht door Stefan Pop, Alex Ploeg en Tex de Wit, die samen met Eva Crutzen en Kees van Amstel de hoofdrollen voor hun rekening namen. Andere rollen werden onder andere vertolkt door Christine de Boer, Cindy Pieterse, Rayen Panday, Yvonne van den Eerenbeemt, Soundos El Ahmadi, Emilio Guzman en Wimie Wilhelm.
De eerste aflevering werd uitgezonden op 14 april 2017, op 15 april 2018 ging het tweede seizoen van start. Het derde seizoen startte op 21 april 2019, het vierde — geheel gewijd aan coronasketches — in juni 2020 en het vijfde in november 2020. In de tussenliggende perioden werden er op onregelmatige momenten sketches uitgezonden op NPO 3 met vaak een actueel onderwerp als thema, zoals over Sinterklaas en de Elfstedentocht. Rode draad door het programma is de WhatsAppgesprekken tussen de vijf vaste acteurs, waarin ze filmpjes en nieuws delen. 
Aanvankelijk bleven de kijkcijfers laag, en ook op YouTube wist de doelgroep het kanaal niet te vinden. Dit veranderde door een sketch over de breuk tussen Mattie & Wietze, die online goed bekeken werd, waarna ook de interesse in de andere sketches toenam. In november 2020 bereikte Klikbeet op YouTube de mijlpaal van 100.000 abonnees, en mocht daardoor de Zilveren YouTube Playbutton in ontvangst nemen. Het programma was daarmee na Het Klokhuis het tweede programma van NTR dat deze mijlpaal wist te behalen. Per maand haalt het kanaal 7 miljoen views. Onder de meest bekeken sketches van Klikbeet op YouTube vallen Het makkelijkste meisje van de klas (parodie op Het mooiste meisje van de klas) en Heel Holland Frituurt (parodie op Heel Holland Bakt).
In een van de laatste sketches zitten de vijf vaste Klikbeet-leden zodanig lang opgesloten in een escaperoom, dat de uitgehongerde groep besluit om Kees van Amstel op te eten. De laatste video op YouTube, uit 2020, is een “in memoriam” ter ere van Van Amstel (1965–2020), voorzien van een door Van Amstel ingesproken voicemail-bericht waarin Van Amstel verbolgen fulmineert dat iedereen denkt dat ‘ie dood is.
Na een onderbreking van enkele jaren zijn de sketches op YouTube in januari 2024 hervat. Na een onderbreking van enkele maanden werden de wekelijkse sketches in januari 2025 hervat.